# Chi dice donna dice danno
Chi dice donna dice danno (The Untameable) è un film muto del 1923 diretto da Herbert Blaché. La sceneggiatura di Hugh Hoffman si basa su The White Cat, romanzo di Gelett Burgess pubblicato a Indianapolis nel 1907.
Prodotto e diretto dalla Universal, aveva come interpreti Gladys Walton, Malcolm McGregor, John Sainpolis, Etta Lee, Lon Poff.

## Trama
La fidanzata di Chester Castle, Joy Fielding, comincia a soffrire di scissione della personalità. Ci sono dei momenti in cui si trasforma in una donna crudele e seducente, una vera femme fatale che si fa chiamare Edna Fielding. Ma le cause dei suoi comportamenti schizofrenici non sono dovute a qualche malattia mentale, ma - invece - ai maneggi di Copin, il suo medico, che usa l'ipnosi per ridurla in quello stato. Il medico, infatti, progetta di impossessarsi degli averi di Joy della quale ha ormai quasi il completo controllo. Castle, scoprendo il piano di Copin, insiste per portare immediatamente all'altare Joy, sottraendola in questa maniera all'influenza del medico. Copin, senza scoraggiarsi, si introduce di notte in casa di Joy, che ipnotizza ancora una volta. Ma Castle sorvegliava la fidanzata e interviene, lottando contro quel pericoloso malvivente. Nella lotta, Copin soccombe, rimanendo incidentalmente ucciso. La sua morte mette fine anche alla sua influenza malefica su Joy che perde la doppia personalità, liberandosi dalla malvagia Edna.

## Produzione
Il film fu prodotto dalla Universal Pictures. Era conosciuto anche con i titoli The White Cat e The Two Souled Woman.

## Distribuzione
Il copyright del film, richiesto dalla Universal Pictures, fu registrato il 4 agosto 1923 con il numero LP19290.
Distribuito dalla Universal Pictures, il film uscì nelle sale cinematografiche statunitensi il 10 settembre 1923. In Finlandia, venne distribuito il 7 febbraio 1927.
In Italia, l'Universal lo distribuì con il visto di censura numero 19125 rilasciato il 10 gennaio 1924.
Copie complete della pellicola si trovano conservate negli archivi della Library of Congress di Washington e in quelli dell'Academy Film Archive di Beverly Hills.